# 前443年
| 千纪： | 前1千纪 |
| 世纪： | 前6世纪 \| 前5世纪 \| 前4世纪 |
| 年代： | 前470年代 \| 前460年代 \| 前450年代 \| 前440年代 \| 前430年代 \| 前420年代 \| 前410年代                                                                                     |
| 年份： | 前448年 \| 前447年 \| 前446年 \| 前445年 \| 前444年 \| 前443年 \| 前442年 \| 前441年 \| 前440年 \| 前439年 \| 前438年                                                       |
| 纪年： | 周貞定王二十六年 魯悼公二十五年 齊宣公十三年 晉哀公九年 趙襄子三十三年 秦厉共公三十四年 楚惠王四十六年 宋昭公二十六年 衛敬公二十二年 鄭共公十二年 燕成公十二年 越王朱勾五年 |

## 大事記
- 希罗多德移民图里城。
- 伯里克利担任雅典将军。
- 索福克勒斯担任德利亚联盟财政主管。
- 秦厉共公去世，秦国开始内乱。

## 逝世
- 秦厲共公，秦國君主（生年不詳）。
- 言偃，孔子弟子（出生于前506年）。